# 木合亚提·加尔木哈买提
木合亚提・加尔木哈买提（1967年10月—），新疆吉木乃人，哈萨克族，中国共产党党员。中华人民共和国政治人物、第十三届全国人民代表大会新疆地区代表、新疆總工會主席、新疆維吾爾自治區人民政府副主席、黨組成員，兼任中華全國總工會副主席，中共副部級幹部。

## 简历
2007年8月，任新疆阿勒泰地区行署副专员；2012年1月，任伊犁州政府副州长；2016年6月至2021年4月，任塔城地区行署专员；
2018年2月24日，当选为第十三届全国人大代表。
2021年2月，当选为新疆维吾尔自治区人大常委会副主任。
2024年5月，被任命为新疆维吾尔自治区人民政府副主席。